# The Jeff Beck Group
The Jeff Beck Group var ett brittiskt rockband som bildades 1967. Med sin originella och nyskapande tunga bluesmusik vägledde de tillsammans med Jimi Hendrix och Cream populärmusiken i det sena 1960-talet och tidiga 1970-talet.
Originalmedlemmarna var Jeff Beck på gitarr, Rod Stewart på sång, Ron Wood basgitarr samt Aynsley Dunbar på trummor. Dunbar slutade dock innan första LP Truth spelades in och ersattes av Mick Waller. Denne ersattes i sin tur av Tony Newman på gruppens andra skiva Beck-Ola, där även Nicky Hopkins på piano och orgel tillkom.
Innan gruppen släppt någon LP spelades en rad singlar in. På dessa, inklusive gruppens största hit Hi Ho Silver Lining, är det Beck själv som sjunger. Stewart relegerades där till att sjunga på B-sidorna.

## Diskografi
Studioalbum
- 1968 – Truth
- 1969 – Beck-Ola
- 1971 – Rough and Ready
- 1972 – Jeff Beck Group[2]

Livealbum
- 1972 – Stereo Pop Special-20 (inofficiell; inspelad live 29 juni 1972 i Paris Theatre i London)
- 2018 – Live On Air 1967

Singlar
- 1968 – "Jailhouse Rock" / "Girl From Mill Valley"
- 1968 – "Love Is Blue (L'amour Est Blue)" / "I've Been Drinking" (Jeff Beck / Jeff Beck Group)
- 1968 – "I've Been Drinking" / "Morning Dew" / "Greensleeves" (maxi-singel)
- 1969 – "Goo Goo Barabajagal (Love Is Hot)" / "Bed With Me" (Donovan & Jeff Beck Group)
- 1969 – "Goo Goo Barabajagal (Love Is Hot)" / "Trudi" (Donovan & Jeff Beck Group)
- 1969 – "Goo Goo Barabajagal (Love Is Hot)" / "Mad John's Escape" (Donovan & Jeff Beck Group)
- 1971 – "Got The Feeling" (promo)
- 1971 – "Got The Feeling" / "Situation"
- 1972 – "I've Been Drinking" / "Morning Dew" / "Greensleeves" (återutgivning)
- 1972 – "Going Down" / "Definitely Maybe" (utgiven i Japan)

Samlingsalbum
- 1973 – Masters of Rock - The Jeff Beck Group featuring Rod Stewart
- 1989 – Jeff Beck Group + Rough And Ready
- 1994 – Rough And Ready & Blow By Blow (2xCD)